# Dirección Federal de Seguridad

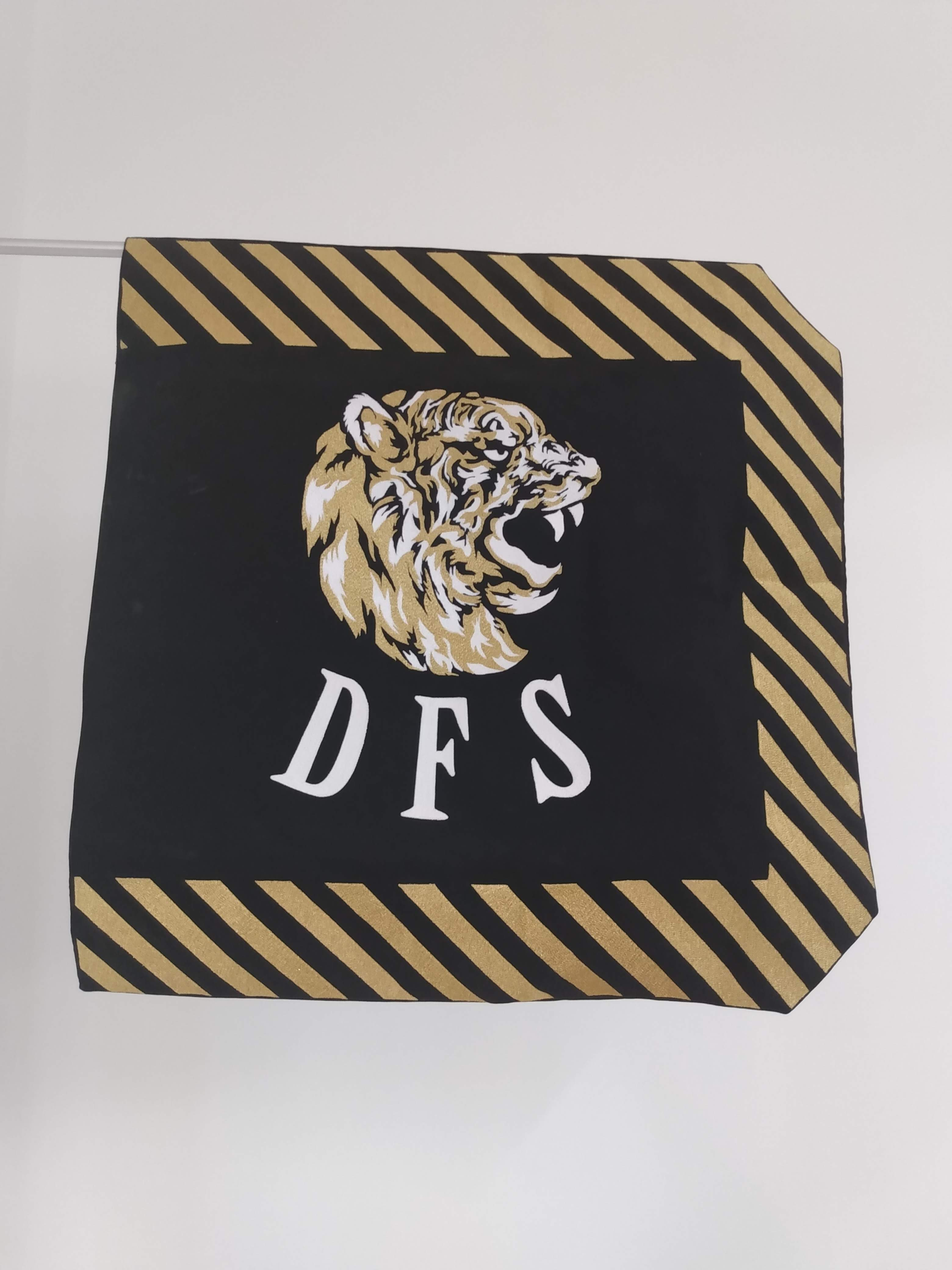
Flagge mit dem Abzeichen des DFS

Die Dirección Federal de Seguridad (Föderale Sicherheitsdirektion, DFS) war ein mexikanischer Nachrichtendienst  und eine Geheimpolizei, die dem Secretaría de Gobernación unterstand. Sie wurde 1947 unter dem mexikanischen Präsidenten Miguel Alemán Valdés mit Unterstützung der CIA als Teil der Truman-Doktrin zur Eindämmung des Kommunismus gegründet und hatte die Aufgabe, die innere Stabilität Mexikos gegen alle Formen von Subversion und terroristischen Bedrohungen zu schütze. 
In der Zeit von 1968 bis Ende der 1970er Jahre (dem so genannten Schmutzigen Krieg in Mexiko) wurde die DFS für illegale Verhaftungen, Folter, Ermordungen und gewaltsames Verschwindenlassen von Linken und Oppositionellen verantwortlich gemacht. Zwischen 1960 und 1980 gingen bei den Vereinten Nationen mindestens 347 Beschwerden über mexikanische Staatsverbrechen ein.
Die Behörde war erfolgreich bei der Bekämpfung regierungsfeindlicher oder prosowjetischer Organisationen. Sie war jedoch eine sehr kontroverse staatliche Einrichtung. Mehrere Agenten der Organisation wurden verdächtigt, Verbindungen zu kriminellen Organisationen und Drogenhändlern aufgebaut zu haben, was später bestätigt wurde. Dazu gehörten Rafael Aguilar Guajardo, Gründungsmitglied des Juárez-Kartells, und Juan José Esparragoza Moreno, der das Guadalajara-Kartell mitbegründete und später zu einem der Anführer der Juarez und Sinaloa-Kartelle wurde.
Zu diesen kriminellen Machenschaften gehörte ein millionenschwerer Autodiebstahlring in den USA und Mexiko, Zusammenarbeit mit dem Guadalajara-Kartell im Drogenhandel (einschließlich des Schutzes der berüchtigten Marihuanaplantagen der „Colonia Bufalo“), Ausbildung der nicaraguanischen Contras auf Ranches im Besitz von Drogenhändlern, die Ermordung des Journalisten Manuel Buendia, der die Verbindungen zwischen der DFS, der CIA und den Drogenhändlern untersucht hatte, und die Beteiligung an der Entführung und dem anschließenden Tod des DEA-Agenten Enrique Camarena Salazar (an seinem Tod sollen auch Mitarbeiter der CIA beteiligt gewesen sein) und der Gewährung von Deckung dafür.
Die umstrittene Behörde wurde in der Amtszeit von Präsident Miguel de la Madrid aufgelöst und 1985 in das Centro de Investigación y Seguridad Nacional (CISEN) eingegliedert.

## Leiter
- Marcelino Inurreta (1947–1952)

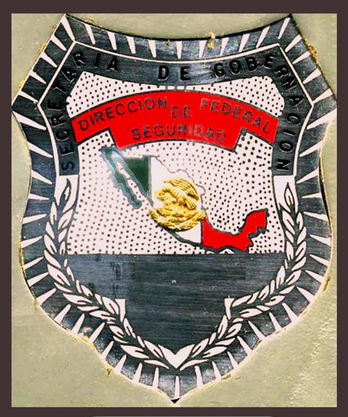
DFS-Dienstabzeichen

- Leandro Castillo-Venegas (1952–1958)
- Gilberto Suárez-Torres (1958–1959)
- Manuel Rangel-Escamilla (1959–1964)
- Fernando Gutiérrez Barrios (1965–1970)
- Luis de la Barreda (1970–1977)
- Javier García Paniagua (1977–1978)
- Miguel Nazar Haro (1978–1982)
- José Antonio Zorrilla Pérez (1982–1985)
- Pablo González-Ruelas (1985)